# Morte di Halyna Hutchins
La morte di Halyna Hutchins avvenne il 21 ottobre 2021 a seguito delle ferite riportate sul set del film western Rust.

## Halyna Hutchins
Halyna Androsovyč (in ucraino Галина Анатоліївна Андросович?, Halyna Anatolіїvna Androsovyč; in russo Галина Анатольевна Андрусевич?, Galina Anatol'evna Andrusevič) nacque il 10 aprile 1979 a Gorodec, nell'allora Ucraina sovietica, ma crebbe a Murmansk, città dove suo padre, militare, prestava servizio. Si laureò all'Università nazionale del commercio ed economia di Kyiv, specializzandosi successivamente in giornalismo e fotografia.
Sposata con lo statunitense Matthew Hutchins, di cui prese il cognome, e madre di un figlio, era divenuta direttrice della fotografia, diplomandosi presso l'American Film Institute. Lavorò complessivamente in più di 30 film, cortometraggi e serie televisive. Era membro dell'International Cinematographers Guild e dell'International Alliance of Theatrical Stage Employees, sindacati che rappresentano le troupe e i tecnici dell'industria dello spettacolo negli Stati Uniti e in Canada. Ha sostenuto l'International Alliance of Theatrical Stage Employees per le condizioni di lavoro pochi giorni prima della sua morte. Nel 2019 la rivista American Cinematographer ha definito Halyna Hutchins "uno dei suoi astri nascenti".

### L'incidente sul set diRust
Halyna Hutchins è morta il 21 ottobre 2021 a seguito delle ferite riportate sul set del film western Rust, causate da un proiettile partito da una pistola di scena, erroneamente caricata con cartucce vere, maneggiata dall'attore e produttore della pellicola Alec Baldwin. Nonostante la corsa aerea da Santa Fe all'ospedale dell'Università del Nuovo Messico, la donna non è sopravvissuta alle ferite riportate. La produzione del film è stata sospesa a tempo indeterminato. L'incidente ha provocato un acceso dibattito sulla sicurezza sul lavoro nell'industria cinematografica e l'uso di pistole reali come oggetti di scena.
Il 22 ottobre 2021 la BBC ha dedicato ampio spazio, con interviste e immagini, a Halyna Hutchins dal titolo: "Halyna Hutchins: Film World Mourns "Incredible Artist" and Seeks Answers". Nel novembre 2021 l'American Society of Cinematographers, le ha reso un tributo ricordandone il percorso lavorativo nell’arte della cinematografia al "EnergaCamerimage Film Festival". Il 19 gennaio 2023 viene reso noto che la Procura del Nuovo Messico ha incriminato Alec Baldwin per omicidio colposo. Il 27 dicembre 2024 l'attore viene dichiarato innocente dopo l'archiviazione di ogni accusa a suo carico “con pregiudizio”, sistema che impedisce che possa essere nuovamente processato, chiudendo così il caso.